# Liste der Monuments historiques in Rou-Marson
Die Liste der Monuments historiques in Rou-Marson führt die Monuments historiques in der französischen Gemeinde Rou-Marson auf.

## Liste der Bauwerke
| Bezeichnung         | Beschreibung                  | Standort      | Kennzeichnung | Schutzstatus | Datum | Bild           |
| ------------------- | ----------------------------- | ------------- | ------------- | ------------ | ----- | -------------- |
| Kirche Sainte-Croix | Erbaut im 12. Jahrhundert     | Marson (Lage) | PA00109249    | Inscrit      | 1968  | weitere Bilder |
| Kirche St-Sulpice   | Erbaut im 11. Jahrhundert     | Rou (Lage)    | PA00109250    | Inscrit      | 1968  |                |
| Schloss Marson      | Erbaut im 19./20. Jahrhundert | (Lage)        | PA00109442    | Inscrit      | 1991  |                |

## Liste der Objekte
- Monuments historiques (Objekte) in Rou-Marson in der Base Palissy des französischen Kultusministeriums